# Nationalpark Mũi Cà Mau
Koordinaten: 8° 40′ 30″ N, 104° 47′ 30″ O
Der Nationalpark Mũi Cà Mau (vietnamesisch Vườn quốc gia Mũi Cà Mau) ist ein Nationalpark und Biosphärenreservat in der Provinz Cà Mau, am südlichen Ende des vietnamesischen Festlandes. Der Park wurde am 14. Juli 2003 auf dem Gebiet des ehemaligen Dat-Mui-Naturreservates gegründet. Die Gesamtfläche beträgt 41.862 ha und ist in einen inneren Sektor von 15.262 ha und 26.600 ha Küstenregion unterteilt. Seit 2009 befindet sich der Park auf der Liste der Biosphärenreservate der UNESCO.